# Jesper Kiel
Jesper Kiel (født 10. januar 1966 i Valby) er et dansk byrådsmedlem og tidligere stedfortræder i Folketinget for Enhedslisten, nu bosiddende i Svendborg Kommune.

## Baggrund
Kiel blev politisk aktiv hos Venstresocialistisk Ungdom (VSU) i 1985 og Venstresocialisterne (VS) i 1986. På denne bagrund var han med til at stifte Enhedslisten i 1989.

## Politisk karriere
Siden 1994 har Kiel været opstillet til Folketinget på Fyn uden at være blevet valgt. Men han har i forskellige perioder siddet som midlertidig stedfortræder i Folketinget for fire medlemmer af Enhedslisten: Søren Kolstrup, Pernille Rosenkrantz-Theil, Pernille Skipper og Rune Lund. Kiel kan ikke stille op igen til næste folketingsvalg på grund af Enhedslisten såkaldte rotationsprincip, da han var været ansat i partiet i otte år.
| Valg                  | Opstillingskreds | Personlige stemmer | Resultat                                                        | Kilde  |
| --------------------- | ---------------- | ------------------ | --------------------------------------------------------------- | ------ |
| Folketingsvalget 1994 | Svendborgkredsen | 401                | 1. suppleant i Fyns Amtskreds for Bruno Jerup                   | [ 6 ]  |
| Folketingsvalget 1998 | Svendborgkredsen | 230                | 1. suppleant i Fyns Amtskreds for Søren Kolstrup                | [ 7 ]  |
| Folketingsvalget 2001 | Svendborgkredsen | 312                | 1. suppleant i Fyns Amtskreds for Pernille Rosenkrantz-Theil    | [ 8 ]  |
| Folketingsvalget 2005 | Svendborgkredsen | 309                | 1. suppleant i Fyns Amtskreds for Rune Lund                     | [ 9 ]  |
| Folketingsvalget 2007 | Svendborgkredsen | 175                | 1. suppleant i Fyns Storkreds for Rune Lund                     | [ 10 ] |
| Folketingsvalget 2011 | Svendborgkredsen | 720                | 6. suppleant i Fyns Storkreds for Pernille Skipper              | [ 11 ] |
| Folketingsvalget 2015 | Svendborgkredsen | 604                | 1. suppleant i Fyns Storkreds for Pernille Skipper og Rune Lund | [ 12 ] |
| Folketingsvalget 2019 | Svendborgkredsen | 1864               | 1. suppleant i Fyns Storkreds for Victoria Velásquez            | [ 13 ] |

I 2006 blev han kommunalpolitiker for Enhedslisten Svendborg. Først som medlem af Sammenlægningsudvalget og siden 2007 som medlem af byrådet i Svendborg Kommune.
Kiel har siddet i Landsledelsen og hovedbestyrelser hos både VSU, VS og Enhedslisten.[kilde mangler] 
Han har derudover siddet som den første repræsentant for Enhedslisten i KL's bestyrelse i valgperioden 2014-2018 .
Kommunale udvalgsposter
Økonomiudvalget
Teknik- og Erhvervsudvalget
GO2Green
Svendborg Vejbelysning
Vand og Affald
Valgbestyrelsen

## Ansættelser
Jesper Kiel er uddannet som både maskinarbejder og visualizer (multimediedesigner).
1990-1997: ansat hos Svendborg Værft, Stålassistancen, Kellogg's og BNM-Stenstrup[kilde mangler]
2000-2003: ansat som internetudvikler hos Naturgas Fyn[kilde mangler]
2004-2012: ansat som koordinator hos PROSA[kilde mangler]
2012-nu: ansat som kommunal koordinator hos Enhedslisten

## Personligt
Af Kiels andre politiske mærkesager er antiracisme, international solidaritet, Folkebevægelsen mod EU, fredsarbejde, fagligt arbejde og Giftfri Have
Jesper Kiel er gift og har to børn.